# Bayerisches Wörterbuch

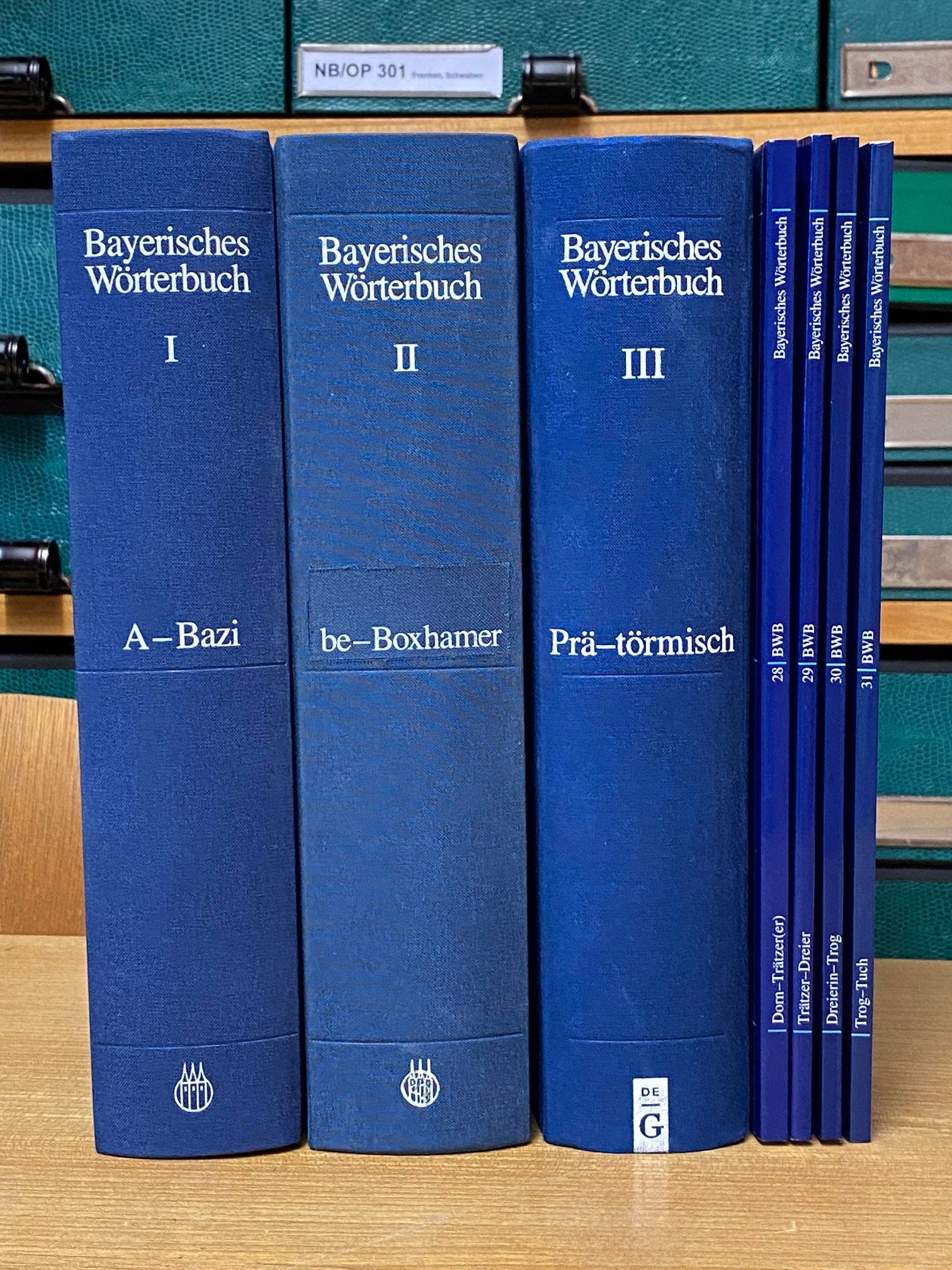
Publizierte Bände des Projekts

Das Bayerische Wörterbuch ist ein großlandschaftliches Dialektwörterbuch des Deutschen. Es ist eines der ältesten Forschungsprojekte der Bayerischen Akademie der Wissenschaften.

## Charakteristik
Das Bayerische Wörterbuch ist ein alphabetisch angeordnetes Wörterbuch der bairischen Dialekte in Bayern in heutiger und historischer Zeit. Es umfasst damit den Wortschatz aus bairischen Quellen seit den Anfängen der schriftlichen Überlieferung in der althochdeutschen Sprachperiode bis zu den heute gesprochenen Mundarten.

## Materialbasis
Die Wörterbuchsammlung besteht aus etwa 9 Millionen Belegen. Das sind Sprachbeispiele, die aus der Literatur sowie aus freien Dialektsammlungen exzerpiert wurden und in umfangreichen schriftlichen Befragungsaktionen seit den 20er Jahren des 20. Jahrhunderts gesammelt wurden. Im Bereich der älteren Sprache wurde eine repräsentative Auswahl angestrebt. Ein erstes Quellen- und Sammlerverzeichnis erschien mit Beginn der Publikation im Jahr 1995. Der Großteil des Belegmaterials wurde „verzettelt“, die Zettel mit dem jeweiligen Stichwort versehen und alphabetisch in Zettelkästen archiviert. Diese vielen tausend Listen der schriftlichen Befragungen wurden gescannt und in ein digitales Bearbeitungsprogramm eingebettet, sodass sie bei der Erarbeitung der Wortartikel gut nutzbar sind (siehe BWB Digital).
Es liegt ein im Prinzip abgeschlossenes Belegkorpus zugrunde, das aber bis heute durch die Versendung von Wörterlisten ergänzt wird, um etwaige Beleglücken zu schließen. Die Zahl der Gewährspersonen, die diese Wörterlisten in ehrenamtlicher Tätigkeit ausfüllen, beläuft sich gegenwärtig auf circa 235. Es handelt sich dabei um Dialektsprecherinnen und Dialektsprecher aus allen Regionen Bayerns, in denen Bairisch gesprochen wird.

## Geschichte
Vorläufer des Projekts ist das Bayrische Wörterbuch von Johann Andreas Schmeller, das von 1827 bis 1837 erstellt worden ist und die erste wissenschaftliche Beschäftigung mit der bairischen Sprache darstellt.
Die Kommission für Mundartforschung der Bayerischen Akademie der Wissenschaften wurde 1911 mit der Zielsetzung gegründet, in Zusammenarbeit mit der Akademie der Wissenschaften in Wien ein gemeinsames gesamtbairisches Dialektwörterbuch zu erstellen. Nach dem Arbeitsplan oblag jeder Akademie das Sammeln und Ordnen des Wortschatzes auf dem eigenen Staatsgebiet. Im Laufe der Jahre stellte sich heraus, dass das Bearbeitungsgebiet zu umfangreich ist und die sprachlichen Unterschiede – etwa zwischen dem Nord- und dem Südbairischen – zu groß sind für ein gemeinsames Projekt. Dazu kamen noch rein praktische Gründe, aus denen sich eine Bearbeitung in zwei getrennten Wörterbuchprojekten als vorteilhafter erwies. So war zum Beispiel nach dem Krieg die Kommunikation zwischen den beiden Kanzleien dadurch erschwert, dass Wien und München in zwei unterschiedlichen Besatzungszonen lagen.
Jahrzehntelang wurde Sprachmaterial gesammelt. Die personelle Ausstattung war in diesen Jahren knapp bemessen; lange Zeit bestand die Arbeitsstelle in München aus nur einem Mitarbeiter. Die Situation verbesserte sich aber allmählich; seit 1964 verfügt das Projekt nunmehr über vier Redaktorenstellen.
Erst als Anthony Rowley 1988 die Projektleitung übernahm, begann man in München mit der Publikation des bayerischen Teils des Bayerischen Wörterbuchs. Seit 1995 erscheint es in Lieferungen von ein bis zwei Heften pro Jahr. Acht bis zehn Hefte ergeben einen Band, der sowohl als gedrucktes Werk als auch als Digitalisat publiziert wird. Geplant sind zehn bis zwölf Bände, von denen drei abgeschlossen vorliegen. Der vierte Band ist etwa zur Hälfte publiziert. Jedes Heft enthält durchschnittlich über 1.000 Wortartikel, sodass derzeit circa 34.000 Wortartikel, dargestellt auf knapp 6.000 Spalten, erschienen sind. Der voraussichtliche Abschluss des Gesamtwerks ist für circa 2070 geplant.
Seit 2019, als Anthony Rowley in den Ruhestand ging, ist Andrea Schamberger-Hirt Redaktionsleiterin. Anthony Rowley ist noch Projektleiter und Ausschussvorsitzender. Dem Redaktionsteam gehören neben Andrea Schamberger-Hirt gegenwärtig (Stand: Januar 2024) folgende Redaktorinnen und Redaktoren an: Felicitas Erhard, Michael Schnabel und Vincenz Schwab.

## BWB digital
In Zusammenarbeit mit dem Referat für „Digital Humanities – Forschung und Entwicklung“ der Bayerischen Akademie der Wissenschaften (BAdW) entstanden digitale Angebote des BWB, die allesamt online kostenfrei zur Verfügung stehen:
1. Seit 2016 nutzt die Wörterbuchredaktion ein webbasiertes Tool zur Exzerpierung des Belegmaterials, in dem Digitalisate u. a. der Wörterlisten und Maurerbögen eingebunden sind. Es ermöglicht, Belege über die Auswahl des Bogens, der Frage und ggf. des Erhebungsortes anzeigen zu lassen. Über 6 Millionen Bildausschnitte der Belege sind so frei zugänglich.[4]
2. Der Stichwortindex des BWB ist seit 2020 über den Publikationsserver der BAdW verfügbar und erlaubt dort neben der Suche innerhalb des Indexes auch die Einsicht in Digitalisate der gedruckten Publikationen im PDF-Format.[5]
3. Seit Juli 2021 werden die Publikationen des Projekts auf der Plattform Bayerns Dialekte Online (BDO) in Form eines feingliedrig durchsuchbaren Online-Wörterbuchs veröffentlicht, zusammen mit den beiden Schwesterprojekten Fränkisches Wörterbuch und Dialektologisches Informationssystem von Bayerisch-Schwaben. Für eine Nachnutzung stehen die Wortartikel dort im XML-Format zum Download bereit. Nach Abschluss der Retrodigitalisierung werden alle bisher erschienenen Bände des BWB zur freien Verfügung in BDO abrufbar sein sowie – nach Ablauf der Schutzfrist von 2 Jahren – alle künftigen. Mit Stand Januar 2024 sind bereits über 22.400 Wortartikel des BWB in dieser Plattform enthalten.[6]
4. Über den Publikationsserver der BAdW ist zudem das digitale Register zu Schmellers „Bayerischem Wörterbuch“ zugänglich, eine Kooperation mit der Johann-Andreas-Schmeller-Gesellschaft. Dort können die bei Schmeller verzeichneten Mundartwörter wie auch deren Bedeutungen, einzelne Ortszuweisungen oder Belegstellen gesucht werden. Nutzerinnen und Nutzern wird es dadurch ermöglicht, in das umfangreiche Nachschlagewerk unkompliziert und schnell einzusteigen und es kursorisch oder gezielt zu durchdringen. Erstellt wurde das Register von Anne Marie Hinderling-Eliasson (gedruckt erschienen als Jahrbücher 2014–2016 der Johann-Andreas-Schmeller-Gesellschaft, edition vulpes, Regensburg 2019).[7]